# ムー (雑誌)
『ムー』 (MU) は、ワン・パブリッシングが発行する日本の月刊オカルト情報誌である。1979年（昭和54年）に学習研究社（現・学研ホールディングス）から創刊。学研のグループ再編に伴い、2009年10月から2015年9月までは学研パブリッシング、2020年6月まで学研プラス（現・Gakken）の発行となっていた。
キャッチコピーは「世界の謎と不思議に挑戦するスーパーミステリーマガジン」。5代目編集長の三上丈晴は「日本一怪しい雑誌」を自称している。
誌名は、一部の超古代文明論者から太平洋に在ったと主張されるムー大陸に由来する、としているが、「裏にはいろんな意味がある」とされる。

## 概要
創刊当時は学研が刊行していた『コース』シリーズにおいてUFOなどのオカルト関連の記事に人気が集まったことから、このような話題に特化した雑誌の企画が持ち上がり、『コース』の編集者らが集まって中高生向けの雑誌としてスタートした。
しかし雑誌のコンセプトが不明確なため売り上げが伸びず1年目で廃刊が俎上に上がったが、局長がもう1年様子を見ると判断したことを機に、オカルトマニア向けの内容へと特化したことで売り上げが安定し、雑誌が継続することとなった。
同誌発刊後、他社から『トワイライトゾーン（ワールドフォトプレス）』や『ボーダーランド（角川春樹事務所）』など類似の雑誌も刊行されたがほどなく休刊となり、学研が『ムー』よりも低年齢層向けとして刊行した『マヤ』も長続きしなかった。2025年現在、『ムー』は定期刊行されるオカルト専門誌としては唯一継続している。
創刊号（1979年11月号）から創刊2周年記念号のNo.13（1981年11月号）迄は隔月刊だった。またそのNo.13から本の判型が創刊号からのA4サイズから現行のB5サイズに変更されている。
創刊以来熱狂的なファンの多い雑誌ではあるが、読者はそれを表面には出さないという。
2020年7月、学研の他の雑誌と共に学研プラスと日本創発グループが共同出資したワン・パブリッシングに移管される。同時に公式サイトなどウェブのプラットフォームをnoteに移行した。

## 内容
主な内容はUFOや異星人、超能力、UMA、怪奇現象、超古代文明やオーパーツ、超科学、陰謀論などのオカルト全般である。全般的にオカルトに肯定的な記述がされている。現在の内容は編集方針の転換によりオカルトに特化して以降のものである。5代目編集長の三上は「大げさに言えば哲学の雑誌」「知的エンターテインメント雑誌」と定義している。またネタは創刊当初から尽きているとも語っている。
創刊号では南山宏、韮澤潤一郎、UFO研究家の高梨純一、石ノ森章太郎による宇宙人がなぜ地球を訪問するのかというテーマの対談が掲載されるなど、オカルト関連の記事もあったが、当初は中高生向けだったことから迷走気味で、初期の一年間はアニメや小説、芸能ネタも掲載されており、総合誌的な雑誌であった。
雑誌の紙面の内容は、3ヶ月前から決まっており、たとえ「生きてる恐竜の出現」「UFOの襲来」等の世界的超常事件が起きても緊急差し替えはせず、予定通りに決まった内容で出版する方針であると編集者は語っている。このため特集が「人類滅亡」「日本崩壊」など終末的な内容であっても次号の予告は掲載され、定期購読も受け付けている。例外としては、2009年8月の総選挙による政権交代の結果、愛読者である鳩山由紀夫が総理大臣に就任した時のみは例外的に、1ヶ月遅れで読者コーナーで特集が組まれた。
毎号掲載される特集記事「総力特集」で最も多かったネタは、2018年までの集計で「古代文明（89回）」、続いて「宇宙（87回）」、「予言・預言（60回）」だった。ムー大陸の特集は第2号の「幻のムー大陸は存在した!?」であった。
『ムー』 編集部では、同誌の愛読者や投稿者を 「ムー民（むーみん）」 と呼んでいる。芸能人や著名人（福山雅治、木村拓哉、釈由美子、デンジャラス、ラッシャー板前、OTAKU佐藤、小向美奈子、中沢健、鳩山由紀夫、上島竜兵等）の愛読者も多く、また鳩山の妻である鳩山幸が2008年に9ヶ月ほどインタビューという形で記事を掲載していたこともある。火の玉研究で知られる大槻義彦が愛読者であることでも知られる。5代目編集長の三上は中学生の頃からの愛読者であり、雑誌をきっかけに宇宙に興味を持ち大学では素粒子物理学を専攻したが、ムーの編集部に入るために学研に就職した。
1980年代にはのちに「戦士症候群」と呼ばれる自称戦士、転生者による投稿で読者コーナーが埋め尽くされたことがある。
オウム真理教の麻原彰晃が空中浮揚の写真を掲載したりヒヒイロカネについての記事を執筆した事があり、オウム幹部には上祐史浩をはじめ『ムー』や『トワイライトゾーン』経由で麻原を知った人物も多かった。継続して広告を掲載するクライアントだったので好意的な取材記事も数回掲載され「提灯記事」と揶揄された事もある。
マニア向けながら出版不況でも存続していることから出版業界を取材した記事、社会問題になったデマを取材した記事などで新聞社から取材を受けることもある。

## 表紙
- 内容に関連したイラストが掲載されるが、必ず「人の目」が描かれるのが特徴[3]。人間は目を最初に見るという習性を利用し書店でも目に付きやすくするためであるが、男性では恐怖感があるため女性の目もしくは顔にしている[3]。

- 表紙に使われるイラストは創刊号から5号までは生頼範義によるものだったが、セクシーな女性のイラストだったことから子供が親に買ってもらいにくくなり、売り上げの不振に繋がったという意見もある[3]。

- 2年目からのリニューアルに合わせ、ヴォジテク・シュドマク[14]によるイラストが3号ほど採用された。現在まで続く「人の目」は1980年7月号に使われたヴォジテクのイラストが元である[3]。

- 雑誌デザインは『コース』でデザインを担当していた寺澤彰二が創刊号から担当している[3]。

## 節目の号
- 創刊号 - 1979年11月号[15]
- 100号 - 1989年3月号[16]
- 200号 - 1997年7月号[17]
- 300号 - 2005年11月号[18]
- 400号 - 2014年3月号[19]
- 500号 - 2022年7月号[20]

## 歴代編集長
- 初代 森田静二[21] - 創刊時のスタッフ[3]。
- 2代目 大森崇[21]
- 3代目 太田雅男[21] - 創刊時のスタッフ[3]。
- 4代目 土屋俊介[21]
- 5代目 三上丈晴[22] - 中学生時代からの愛読者で投稿コーナーの常連[1]。

## 主なライター、漫画家
- 浅川嘉富
- 飛鳥昭雄
- 鬼塚五十一
- 並木伸一郎
- 鳩山幸
- 須藤真澄（ひらはら平太名義）

その他

## 関連書籍
- “ムー”は、学研グループによるオカルトや歴史秘話、心霊・怪談などをテーマとする書籍・映像コンテンツに冠する共通ブランド的に使われている。「ムーブックス」「ムー・スーパーミステリー・ブックス」などのシリーズ名で単行本が多数出版されている。2017年には「友達が異星人に誘拐されました」などの英語例文を紹介する『ムー公式 実践・超日常英会話』も刊行された。

- 2022年には同じ学研グループから発行されている旅行ガイドブック「地球の歩き方」とコラボレーションした「異世界の歩き方」が出版されている。

## 関連番組
- 超ムーの世界（エンタメ〜テレ）[23]
- 月刊「ムーTV」特別創刊号 〜座敷わらし伝説を追跡せよ!〜（フジテレビONE）[24]
- 月刊ムー連動「スマホでMU〜SEN」（スマホでUSEN）[25]
- ムーの基礎知識（ワンダー・チャンネル）[26]
- ニッポン放送 - 1999年7月から2001年3月にかけて、月曜未明の放送休止時に『ムー』の宣伝を兼ねたラジオドラマを放送していた。
- マツコの知らない世界 - TBS系のバラエティ番組。2019年8月13日放送にて、ムーの世界を紹介した[27]。
- ひかくてきファンです！ - テレビ朝日系のバラエティ番組。2020年6月18日放送にて、ムーのファンである原田龍二、連載を持つ石原まこちんがムーの魅力を紹介した。

## 登場する作品
- 『ゴジラvsキングギドラ』 - 劇中、編集部が登場した。主人公の恋人が所属しているという設定。
- 世紀末オカルト学院 - 2010年7月に放送のテレビ東京系の深夜アニメ（「アニメノチカラ」）。同誌が公式監修をしている。
- 君の名は。 - 新海誠監督が元愛読者で、劇中にムーが登場する[28]。
- 天気の子 - 作中の主要人物、須賀圭介がフリーの編集者、ライターとして記事を寄稿しているという設定になっている。